# بيت العلوي (مناخة)

تعديل مصدري - تعديل

بيت العلوي هي إحدى قرى عزلة هوزان بمديرية مناخة التابعة لمحافظة صنعاء، بلغ تعداد سكانها 143 نسمة حسب تعداد اليمن لعام 2004.